# Setena pandèmia de còlera
La setena pandèmia de còlera va ser el setè brot important de còlera i es va produir principalment des del 1961 fins al 1975. Aquesta pandèmia, basada en la soca anomenada El Tor, va començar a Indonèsia el 1961 i es va estendre a Bangladesh el 1963. Després va anar a l'Índia el 1964, i va seguir a la Unió Soviètica fins al 1966. El juliol de 1970 es va produir un brot a Odessa i el 1972 es van produir informes de brots a Bakú, però la Unió Soviètica va amagar aquesta informació. Va arribar a Itàlia el 1973 des del nord d'Àfrica. A finals de la dècada de 1970, el Japó i el Pacífic Sud van patir alguns brots. El 1971, el nombre de casos denunciats a tot el món va ser de 155.000. El 1991 va arribar als 570.000. Va afavorir la propagació de la malaltia el transport modern i les migracions en massa. Les taxes de mortalitat, però, van disminuir notablement a mesura que els governs van començar les mesures preventives i curatives modernes. La taxa de mortalitat habitual del 50% va caure fins al 10% als anys vuitanta i va ser inferior al 3% als anys noranta.
El 1991, va rebrotar a Amèrica Llatina. Va començar al Perú, on va matar aproximadament 10.000 persones. La investigació ha localitzat l'origen de la soca a la setena pandèmia de còlera. Se sospitava que la soca havia arribat a Amèrica Llatina a través d'Àsia a partir d'aigua contaminada, però es van trobar mostres idèntiques a Amèrica Llatina i Àfrica.